# Stefania Andreoli
Stefania Andreoli (Busto Arsizio, 1º giugno 1979) è una psicoterapeuta e scrittrice italiana.

## Biografia e carriera
Dopo la maturità classica presso il liceo classico di Busto Arsizio, sua città natale, ha frequentato l'Università degli Studi di Milano-Bicocca, presso cui si è laureata in Psicologia Clinica e di Comunità nel 2003 con una tesi teorica dal titolo Il giovane adulto: problemi di identità e struttura di personalità. Nel 2010 è diventata Presidente di Associazione Alice ETS (già Associazione Alice Onlus), un’associazione di psicologi e psicoterapeuti esperti di età evolutiva, succedendo a Mauro Grimoldi eletto Presidente dell'Ordine degli Psicologi della Lombardia.
Specializzata in psicoterapia psicanalitica presso Il Ruolo Terapeutico di Milano sotto la guida di Sergio Erba, sin dall'inizio della sua carriera lavora con gli adolescenti, le famiglie e la scuola occupandosi di prevenzione, formazione, orientamento, ricerca e clinica.
Diviene conosciuta al pubblico come divulgatrice scientifica successivamente all'invito di Maurizio Costanzo alla trasmissione di Rai2 Bontà loro, per discutere i risultati di una ricerca commissionata dalla divisione italiana di Walt Disney&Co. e coordinata dalla stessa Andreoli circa la preadolescenza femminile fisiologica, cui seguono tre anni di interventi nella trasmissione Mattino Cinque. 
Nel 2012 progetta, attua e misura con la sua équipe l'efficacia di RispettaMI, il primo progetto nazionale di prevenzione primaria del femminicidio destinato alla scuola di secondo grado. Il dispositivo giunge all'attenzione prima di Isabella Rauti e poi dell'allora Ministro degli Interni Angelino Alfano per il governo tecnico Monti, nel pieno dell'allerta femminicidio in Italia.
Consulente per Walt Disney&Co., Pixar, Mondadori, Fabbri, Giunti e De Agostini, dal 2013 è membro del Comitato di Controllo IAP (Istituto Autodisciplina Pubblicitaria) dove si occupa di immagine e tutela della donna e dei minori in pubblicità. Nello stesso anno, con la sua consulenza scientifica la drammaturga Giulia Donelli scrive il testo teatrale Figli per sempre, che debutta a settembre 2013 al Piccolo Teatro Grassi di Milano.
In merito ai temi legati all'adolescenza e alle dinamiche famigliari funzionali e disfunzionali diventa una firma della 27ª ora, blog femminile del Corriere della Sera, e in seguito scrive per il Corriere della Sera e per 7, inserto del venerdi sempre del Corriere della Sera. Precedentemente (2010) aveva ideato e scritto la pagina de La Domandologa, rubrica di posta per le lettrici del mensile DYou edito da Disney e diretto da Veronica Dilisio.
Nel 2015 consegue un Master biennale di II livello in Cura e Tutela dei Minori. Nel 2022 consegue a Roma un secondo Master in Psicoanalisi, Antropologia ed Etnopsichiatria delle Migrazioni. Nel 2016 esordisce come autrice per Rizzoli nella collana Parenting con il suo primo saggio Mamma, ho l'ansia - Crescere ragazzi sereni in un mondo sempre più stressato.
Nel 2017 diventa ambassador per Terre des Hommes della campagna a tutela della condizione delle bambine nel mondo InDifesa, partecipando nel 2019 all'evento milanese Stand Up 4Girls con uno speech su Aisholpan Nurgaiv. Nel 2018 è il primo volto Disney della campagna di promozione della lettura nell'infanzia La magia in un libro.
Nello stesso anno pubblica sempre per Rizzoli Papà, fatti sentire - Come liberare le proprie emozioni per diventare genitori migliori. Il tema raccoglie ampio consenso e conduce Andreoli alla trasmissione Non è l'arena di Massimo Giletti su La7, dove per tre stagioni televisive interviene in qualità di esperta in materia di cronaca e minori. 
Nel corso dello stesso anno, per Fabbri Editori cura i sedici titoli della collana per l'età prescolare Una fiaba per ogni emozione e per Giunti Editore le sei uscite de Gli Emozionari. Con l'uscita del suo secondo saggio approda anche a Radio Deejay, dove tiene una rubrica fissa nella trasmissione radiofonica Catteland, nel corso della quale risponde alle domande degli ascoltatori in materia di genitorialità e relazioni.
Nel 2019 affianca l'artista contemporaneo Mr. SaveTheWall alla realizzazione della campagna Mondadori di promozione alla lettura #condividiunlibro in qualità di consulente scientifico. Nel 2020 pubblica con Rizzoli Mio figlio è normale? - Capire gli adolescenti senza che loro debbano capire noi. A settembre 2020 esce in libreria per Fabbri Editori con la collana illustrata "Impariamo a sbagliare", in un lancio di quattro titoli destinati alla pedagogia dell'errore rivolta ai bambini della scuola primaria. 
Nominata Giudice Onorario, da gennaio 2020 a dicembre 2022 opera presso il Tribunale per i Minorenni di Milano. Nello stesso anno, viene scelta come consulente scientifico di Dove Progetto Autostima, che dal 2005 promuove la consapevolezza di sé e l'immagine realistica del corpo femminile. A settembre 2020, tiene il suo primo TED speech sul Chaos in adolescenza. Ne seguirà un secondo a ottobre 2021, sulla condizione dei giovani adulti.
Sempre nel 2020, co-coordina insieme a Cristina Obber l'arrivo in Italia del progetto americano di prevenzione del sexual harassment "Stand Up", promosso da L'Oréal e RCS Mediagroup. Nel medesimo anno, le viene affidata la supervisione scientifica all'adattamento italiano del film di animazione Disney Pixar Soul, che segue allo stesso incarico svolto per Inside Out, anno nel quale Andreoli cura anche l'adattamento del film Red. 
Nel 2021 scrive le sette "Fiabe Prudenti" sulla prevenzione degli incidenti domestici in cui rischiano di incorrere i più piccoli. I racconti, letti da Anna Foglietta e destinati ad un podcast per Spotify. Sempre nel 2021 interpreta un cameo nei panni di se stessa del filme Per tutta la vita. Nel 2022 pubblica il libro Lo faccio per me, presentato come "uno sguardo liberatorio sull'essere donne e madri".
Nel 2023 pubblica sempre per Rizzoli il saggio psicologico Perfetti o felici. Diventare adulti in un'epoca di smarrimento. Nello stesso anno, viene richiesta dal Senato della Repubblica la sua partecipazione al Gruppo Interparlamentare per i Diritti Fondamentali della Persona. Nel 2024 prosegue la sua collaborazione con Disney Pixar e partecipa alla realizzazione della versione italiana del film d’animazione Inside Out 2. Nel maggio dello stesso anno con Rizzoli pubblica Io, te, l’amore. Vivere le relazioni nell’era del narcisismo.

## Altre attività
Ha due studi clinici, a Milano e a Busto Arsizio, dove svolge l'attività di psicoterapia con i pazienti.
È presidente dell'associazione Alice Ets (già Alice Onlus) che segue genitori,
figli ed educatori nel loro percorso di crescita.
Parallelamente, è molto attiva sui social network dove è diventata punto di riferimento a proposito dei temi legati alla salute delle relazioni, all'adolescenza e alla genitorialità, attività per la quale viene inserita da Fortune nella classifica 2023 dei venticinque profili più influenti in Italia.

## Vita privata
Stefania Andreoli ha sposato nel 2011 il fotografo Cristiano Zabeo con cui ha avuto due figlie, Agnese Caterina Liliana (2012) e Delfina Eli (2015). La coppia si è separata dopo 15 anni insieme.
Non è imparentata con lo psichiatra Vittorino Andreoli come molti ipotizzano. Il padre Arturo Andreoli (1954), è stato un direttore di banca.

## Opere

### Libri per adulti (genitori, insegnanti, educatori...)
- Stefania Andreoli, Mamma, ho l'ansia. Crescere ragazzi sereni in un mondo sempre più stressato, collana BUR Parenting, Rizzoli, 2016, ISBN 9788817087209.
- Stefania Andreoli, Papà, fatti sentire. Come liberare le proprie emozioni per diventare genitori migliori, collana BUR Parenting, Rizzoli, 2018, ISBN 9788817099806.
- Stefania Andreoli, Mio figlio è normale? Capire gli adolescenti senza che loro debbano capire noi, collana BUR Parenting, Rizzoli, 2020, ISBN 9788817146487.
- Stefania Andreoli, Lo faccio per me. Essere madri senza il mito del sacrificio, collana BUR Parenting, Rizzoli, 2022, ISBN 9788817162081.
- Stefania Andreoli, Perfetti o felici. Diventare adulti in un'epoca di smarrimento, collana BUR Parenting, Rizzoli, 2023, ISBN 9788817178952.
- Stefania Andreoli, Io, te, l’amore. Vivere le relazioni nell’era del narcisismo, collana BUR Parenting, Rizzoli, Milano, 2024

### Libri per bambini e ragazzi
- Mignolina. Per parlare di disgusto, Fabbri Ed., 2018
- Il brutto anatroccolo. Per parlare di vergogna, Fabbri Ed., 2018
- Cenerentola. Per parlare di rivalità, Fabbri Ed., 2018
- La bella addormentata. Per parlare di amore, Fabbri Ed., 2018
- La bella e la bestia. Per parlare di rabbia, Fabbri Ed., 2018
- Il principe ranocchio. Per parlare di gioia, Fabbri Ed., 2018
- Il gatto con gli stivali. Per parlare di fiducia, Fabbri Ed., 2018
- Hansel e Gretel. Per parlare di paura, Fabbri Ed., 2018
- La sirenetta. Per parlare di coraggio, Fabbri Ed., 2019
- I musicanti di Brema. Per parlare di conforto, Fabbri Ed., 2019
- Biancaneve. Per parlare di invidia, Fabbri Ed., 2019
- I tre porcellini. Per parlare di frustrazione, Fabbri Ed., 2019
- Cappuccetto rosso. Per parlare di meraviglia, Fabbri Ed., 2019
- I vestiti nuovi dell'imperatore. Per parlare di imbarazzo, Fabbri Ed., 2019
- Alì Babà e i quaranta ladroni. Per parlare di desiderio, Fabbri Ed., 2019
- Pollicino. Per parlare di paura dell'abbandono, Fabbri Ed., 2019
- Grrr... che rabbia!, Giunti Ed., 2019
- Non importa se sbaglio, Giunti Ed., 2019
- Mi fai sentire unico, Giunti Ed., 2019
- Paura, non mi fai paura! Giunti Ed., 2019
- Le piccole cose che mi fanno felice, Giunti Ed., 2019
- Vorrei una coccola, Giunti Ed., 2019
- Allenarsi alla frustrazione: Emma e Dario affrontano i pregiudizi, Fabbri Ed., 2020
- Avere fiducia in sé: Emma e Dario trovano la fiducia in se stessi, Fabbri Ed., 2020
- Stimolare la creatività e il pensiero laterale: Emma e Dario scoprono la creatività, Fabbri Ed., 2020
- Gestire l'ansia: Emma e Dario incontrano l'ansia, Fabbri Ed., 2020